# بولتاتا
بولتاتا (به بلغاری: Boltata) یک منطقهٔ مسکونی در بلغارستان است که در شهرستان گابروو واقع شده‌است.